# Anno liturgico nella Chiesa ortodossa
L'anno liturgico nella Chiesa ortodossa non corrisponde perfettamente all'anno civile e, fatta eccezione per quelle chiese e quei luoghi dove il rapporto con l'anno ecclesiastico raggiunge l'identificazione, ha una durata variabile in quanto le date di inizio e fine sono mobili. Da ciò consegue che non esiste per tutta l'Ortodossia un unico anno liturgico in quanto lo stesso varia:
- secondo le singole Chiese Ortodosse, e
- secondo i diversi riti eventualmente presenti in una singola Chiesa Ortodossa.

Pertanto, in modo semplice ma preciso, si può affermare che:
- esistono tanti anni liturgici quanti sono i riti ortodossi, e
- ogni anno liturgico è l'espressione temporale del relativo rito liturgico ortodosso.

Tra i vari anni liturgici permangono molti elementi comuni, specialmente tra quelli appartenenti alla stessa famiglia rituale, dato che più ragguardevoli sono i moltissimi fattori comuni tra le relative e singole Chiese Ortodosse essendo le stesse in piena comunione fra loro.

## Anno Ecclesiastico
Nel V secolo, tale periodo iniziava il 24 settembre e terminava il 23 settembre successivo o, secondo altre fonti, il 23 settembre e terminava il 22 settembre successivo. L'anno ecclesiastico deriva dal calcolo del tempo bizantino basato sul concetto della Indizione, ossia un periodo determinato di 15 anni. 
Infatti, l'inizio d'ogni singolo anno e maggiormente di ogni nuovo ciclo indizionale veniva solennemente inaugurato. Il Patriarca di Costantinopoli annunciava l'anno dell'indizione e, dopo la celebrazione della divina Liturgia in Santa Sofia, con il Santo Sinodo si riuniva in un grande aula: secondo alcune fonti si tratterebbe dell'allora sala del trono ecumenico. Dopo alcuni riti liturgici introduttivi il Patriarca denominava il nuovo anno, secondo la posizione dello stesso all'interno del ciclo indizionale, e conferiva una assoluzione generale. Dopodiché firmava il documento ufficiale che sanciva l'inizio del nuovo anno. 
Benché questa tradizione abbia perso il suo significato pratico con la fine dell'impero bizantino, la chiesa ha mantenuto questa data, il 1º settembre, che per essa segna l'inizio dell'anno ecclesiastico, in altre parole il Capodanno, anche se per il resto questa ricorrenza non ha conseguenze nella vita della chiesa.

## Rapporto tra gli anni ecclestiastico e liturgico
Un po' particolare è il rapporto tra la nozione di anno ecclesiastico e la nozione di anno liturgico.
Nella Chiesa ortodossa, specialmente nell'ambito della tradizione rituale bizantina, vi è oggi un orientamento alla distinzione tra la nozione di anno ecclesiastico e quella di anno liturgico, anche se non tutti gli studiosi e gli operatori liturgici sono favorevoli a tale distinzione. Dove vi è la distinzione l'Anno liturgico inizia con la Pasqua e termina con il successivo sabato precedente la successiva Pasqua. Dove permane invece la indistinzione tra anno ecclesiastico e liturgico, l'anno liturgico inizia il 1º settembre per concludersi al successivo 31 agosto. 

## Strutturazione generale dell'anno liturgico
Ogni anno liturgico ortodosso è simile a quelli latini ma, come sopra descritto, non inizia con la prima domenica d'avvento.
Gli anni liturgici ortodossi sono strutturati sulle date del calendario giuliano, che differisce di tredici giorni rispetto a quello gregoriano, attualmente in uso in diverse parti del mondo e utilizzato anche nei paesi ortodossi come calendario civile: ciò comporta, a solo titolo esemplificativo, che il Natale del Signore si celebra il 7 gennaio e la data della Pasqua normalmente differisce fra Oriente ed Occidente cristiani.
Ogni anno liturgico ortodosso è caratterizzato dall'alternanza di festività e digiuni

## Digiuni
Il cosiddetto digiuno d'inverno è il nome del lungo periodo di digiuno precedente il Natale, mentre il digiuno corrispondente alla Quaresima, prima di Pasqua, è chiamato grande digiuno. Esistono altri periodi di digiuno come il digiuno degli apostoli, precedente la festa dei santi Pietro e Paolo, di una o due settimane, e il digiuno precedente la dormizione di Maria, di due settimane, dal 1º al 14 agosto.

## Dodici festività
L'anno liturgico comprende dodici grandi festività, denominate festività maggiori, presenti anche nell'occidente cristiano, che celebrano alcuni aspetti della vita di Gesù e di Vergine Maria. Le dodici festività maggiori, inferiori soltanto alla Pasqua, sono indicate di seguito con la relativa data di celebrazione secondo il calendario giuliano:
- Natività di Maria Madre di Dio (8 settembre): nascita della vergine Maria da Gioacchino e Anna
- Esaltazione della Santa Croce (14 settembre): riscoperta della croce di Gesù
- Entrata di Maria al Tempio (21 novembre): primo ingresso di Maria al Tempio all'età di 3 anni
- Natività di nostro Signore e Salvatore Gesù Cristo (7 gennaio ): nascita di Gesù, o Natale

- Incontro del Signore (2 febbraio): in Occidente Presentazione di Cristo al tempio da parte di Maria e Giuseppe (ed anche "la Purificazione di Maria o Candelora)
- Annunciazione di Maria (25 marzo): 'annuncio dell'arcangelo Gabriele a Maria
- Entrata in Gerusalemme (domenica prima di Pasqua): in Occidente come domenica delle Palme
- Ascensione di Gesù (40 giorni dopo Pasqua): salita di Cristo al cielo
- Pentecoste (50 giorni dopo Pasqua): discesa dello Spirito Santo
- Trasfigurazione di Nostro Signore (6 agosto): trasfigurazione di Gesù davanti a Pietro, Giacomo e Giovanni
- Dormizione di Maria (15 agosto): in Occidente "assunzione di Maria"